# Мамедова, Венера Юсиф кызы
Венера Юсиф кызы Мамедова (азерб. Venera Yusif qızı Məmmədova; род. 14 марта 1954, Норашенский район, Нахичеванская АССР) — советский азербайджанский педагог, заслуженный учитель Азербайджанской ССР (1987). Депутат Верховного Совета СССР 11-го созыва (1984—1989).

## Биография
Родилась 14 марта 1954 года в селе Араб Енгиджа Норашенского района Нахичеванской АССР Азербайджанской ССР (ныне село Арабенгиджа Шарурского района Нахичеванской автономной республики).
В 1978 году окончила Азербайджанский педагогический институт русского языка и литературы имени М. Ф. Ахундова, в 1991 году окончила курс практической психологии при Азербайджанском государственном университете.
Начала трудовую деятельность в 1971 году учительницей русского языка и литературы восьмилетней школы в селе Кештаз Ильичёвского района Нахичеванской АССР. В 1978—1990 годах — учительница русского языка и литературы Садаракской средней школы № 1 Ильичёвского района Нахичеванской автономной республики. Достигла высоких результатов в деле народного просвещения, преподавала детям русский язык и литературу, прививала любовь к родине, уделяла много внимания эстетическому воспитанию учащихся, их подготовке к будущей трудовой жизни.
Активно участвовала в общественно-политической жизни республики и Советского Союза, в 1985—1990 годах занимала пост председателя женского совета Ильичёвского района Нахичеванской АССР. В 1984 году избрана депутатом Совета Национальностей Верховного Совета СССР 11-го созыва от Кывракского избирательного округа № 620 Нахичеванской АССР.
С началом вооруженных действий в районе села Садарак Ильичёвского района, покинула село. С 1992 года трудилась учителем-психологом средней школы № 48 Хатаинского района города Баку.